# Ping An Finance Center
Ping An International Financial Centre (também conhecido como Ping An IFC) (Chinês:平安国际金融中心) é uma arranha-céu de escritórios em Shenzhen, província de Guangdong, China. É o 4º maior edifício do mundo e segundo maior da China.